# Lapa do Bode
A Lapa do Bode é uma gruta localizada na cidade de Itaetê, na Chapada Diamantina, região central do estado brasileiro da Bahia. Está situada próxima do Poço Encantado, junto ao qual são as principais atrações turísticas da cidade.

## Características
Com solo argiloso, a entrada se assemelha a uma construção humana. A trilha de acesso, partindo do ponto de parada do automóvel na rodovia BA-245 (a cerca de 18 km da sede municipal), é feita às margens do rio Una numa caminhada de aproximadamente seiscentos metros.
Fica próxima à estrada entre Andaraí a Itaetê na chamada Borda Oriental da Chapada, numa região em que o relevo em volta da Serra do Sincorá foi aplainado em pediplanos, com menores altitudes que as serras, cujo solo cárstico propicia a formação de grutas.

A visita em 2021 possuía um único guia, de nome Sinaldo, que foi o descobridor da caverna e lhe deu o nome após encontrar ali os esqueletos de dois bodes. Após colocar os crânios dos animais na entrada, a mesma então passou assim a ser chamada.
Apesar de já estudada por equipe da Universidade de São Paulo, ainda é pouco conhecida.